# L'Affaire Caïus
L'Affaire Caïus (titre original allemand : Caïus ist ein Dummkopf, qui veut dire : « Caïus est un idiot ») est un roman historique pour la  jeunesse de l'écrivain allemand Henry Winterfeld, publié en Allemagne en 1953.
En France, il a été publié pour la première fois en 1955 dans la collection « Bibliothèque verte » chez Hachette Jeunesse.

## Résumé
L'histoire se passe à l'époque de la Rome antique, au Ier siècle. La scène débute dans une salle de classe. Alors qu'un élève, Caïus, est interrogé par son professeur Xanthos, les élèves deviennent distraits et éclatent de rire. L'un d'entre eux, Rufus, a écrit sur une tablette « Caïus est un âne » et a fait pendre cette inscription sur le mur. Après avoir découvert cette plaisanterie, Xanthos (surnommé « Xanthippe » par ses élèves, à cause de son mauvais caractère) a sanctionné l'élève. Il lui ordonne de ranger toutes ses affaires et de quitter la classe. Le lendemain, ni le professeur, ni Rufus, ni Caïus ne sont présents dans la salle alors que l'heure du début des cours approche. Les élèves se demandent les raisons de leurs absences et avancent plusieurs hypothèses. Ils remarquent qu'il y a des bruits étranges qui sortent de la chambre de Xanthos. En ouvrant la porte, les élèves trouvent la salle sens dessus dessous.
Ils découvrent leur professeur dans un état piteux. Enfermé dans une armoire, il a les mains et les pieds solidement attachés. Libéré, Xanthos leur raconte sa mésaventure. Il a été agressé la veille par un malfaiteur qui souhaitait, selon lui, lui dérober ses biens. Dans la description, il lance que son agresseur était de grande taille et assez costaud. Après avoir vérifié la chambre, aucun objet de valeur n'a été volé, seuls quelques livres de mathématiques ont disparu de l'étagère. Avec les chevilles foulées et encore sous le choc, le professeur annule ses cours pendant quelques jours.
Rentrant chez eux, les élèves remarquent l'inscription « Caïus est un âne » sur le mur du temple de Minerve ; c'est pour l'époque un acte extrêmement grave, qualifié de « crime de lèse-divinité ». Les sanctions infligées au coupable sont lourdes, car il se peut qu'on lui coupe les deux mains. Rufus est pointé du doigt, soupçonné d'être l'auteur de cette inscription, car les faits coïncident avec la plaisanterie qu'il a faite la veille. Ses camarades se rendent chez lui pour l'informer de la nouvelle, mais le présumé suspect nie en bloc son implication dans cette affaire. Pour convaincre ses amis, il réécrit la phrase pour qu'ils puissent faire une comparaison. Antoine se charge de se rendre au temple pour vérifier si les écritures sont pareilles. Le verdict tombe après quelques heures : il s'agit bien de la même écriture. Rufus continue pour autant de clamer son innocence, tout en refusant d'expliquer pourquoi il était absent ce matin, et lance une hypothèse. Selon lui, le cambrioleur aurait pris possession de la tablette et aurait imité son écriture pour l'inculper. Souhaitant vérifier ce fait, ses amis se rendent chez Xanthos pour voir si la tablette s'y trouve toujours, mais leur recherche reste sans succès. Ils ne trouvent pas trace de la tablette, mais découvrent par contre une chaînette sur le sol. Une preuve qui pourrait confirmer l'intrusion d'une autre personne dans la pièce.
Tentant de prouver l'innocence de leur ami, les écoliers se précipitent vers la maison du père de Caïus. En chemin, ils découvrent dans l'édition du journal du matin un article désignant Rufus comme l'auteur du blasphème du temple. Ils supplient le sénateur de prendre en considération l'hypothèse de Rufus avant de l'accuser. Scribonus, le directeur de la bibliothèque qui a été dépêché pour faire la vérification, confirme qu'il s'agit d'une écriture identique. Quelques heures plus tard, les élèves reviennent au domicile de Rufus. Livia, la mère du petit garçon leur annonce que Rufus vient d'être emprisonné. Attristés, les écoliers n'arrivent pas à réaliser que leur camarade a été bel et bien arrêté. Ils décident de se lancer dans une enquête pour lever toute suspicion sur leur ami. Une grande aventure pour tenter de résoudre l'énigme commence à cet instant.
Dès les premières étapes de leur enquête, les élèves se rendent compte qu'il existe des faits anormaux autour de l'affaire. L'incarcération de Rufus a notamment eu lieu avant la dénonciation du père de Caïus. L'inscription a été faite entre la cinquième et la sixième heure de la nuit alors que pendant ce laps de temps, Rufus était chez lui. Livia, la mère de Rufus, campe sur sa position et réaffirme l'innocence de son fils. Pour clarifier les faits, les enfants décident de débuter leur enquête dans la chambre de Rufus. Ils y découvrent la présence des vêtements mouillés sous son lit ; une lanterne qu'il a récemment empruntée a également disparu et sa tirelire est vide. Le précepteur de Rufus confirme que son élève n'était pas chez lui toute la nuit. En dépit de ces faits singuliers, Livia croit en l'innocence de son fils.
Pour clarifier les zones d'ombre, les écoliers décident de consulter un voyant prénommé Lukos. Ils souhaitent en apprendre un peu plus sur le propriétaire de la chaînette qui a été retrouvé au domicile de Xanthos lors de son agression. Mais Lukos refuse de les recevoir et les effraie avec des serpents. Les écoliers prennent la fuite par la porte, mais Mucius, lui, n'a pas pu sortir de la pièce. Il a escaladé les murs, puis s'est déplacé de toit en toit avant d'atterrir dans la piscine de bain de Diane où il est resté enfermé toute la nuit. Le lendemain, un gardien le réveille et l'avertit qu'il sera cette fois-ci sanctionné pour être entré illégalement dans ce lieu une deuxième fois. Il remarque que sa lanterne, celle qu'il a empruntée à Rufus, se trouve sur place. C'est un élément de preuve confirmant que Rufus était aussi enfermé à la piscine de bain de Diane, et ne pouvait donc rédiger l'inscription au même moment. Mucius accourt vers ses amis et leur apprend la nouvelle. Ils décident d'envoyer une lettre à l'empereur où ils énoncent toutes les preuves qui confirment l'innocence de Rufus ; Xanthos, qu'ils consultent, les en dissuade : ils n'ont pas assez de preuves (la parole d'un esclave, des coïncidences) pour convaincre l'empereur. En compagnie de leur mentor, ils tentent d'identifier le coupable et se remémorent de tous les faits. Ils se rendent compte que la parution de l'article indiquant que Rufus est le coupable de la profanation du temple est étrange.
Les enfants continuent leur investigation et se rendent au local du journal. Ils y apprennent que c'est Tellus, un ancien consul, qui a rapporté les faits. Antoine essaie de trouver une preuve au domicile de Tellus pour confirmer sa culpabilité. Il y découvre un manteau avec les mêmes chaînettes que celle qui a été retrouvée au domicile de Xanthos lors de son agression. Un doute se lève toutefois : la morphologie de Tellus n'a rien à avoir avec la description de l'agresseur, car ce dernier était apparemment plus grand que Xanthos, alors que Tellus est plus petit. Depuis sa cellule, Rufus leur envoie un indice : un message indiquant « enlevez sa peau de mouton au loup rouge ». Ce message reste flou jusqu'au jour où ils découvrent le secret de Lukos. Son nom signifie « loup » en grec, et l'écriteau sur la porte est en rouge. Mucius enlève sa perruque et découvre son identité. L'ancien consul Tellus et le devin ne sont qu'une et même personne. Il confesse aux écoliers que Rufus l'a démasqué, un soir où il enlevait sa perruque. C'est la raison pour laquelle il a essayé de se venger en imitant son écriture et a placé l'inscription sur la façade du temple. Tout en les berçant de ses remords, Lukos tente d'enfermer les élèves avant de prendre la fuite, mais sa tentative échoue. Il tombe dans les bains de Diane alors que le bassin en est vide. Cette chute lui est fatale. Xanthos et ses élèves peuvent enfin prouver l'innocence de Rufus ; celui-ci reprend sa place à l'école.

## Personnages principaux
- Caïus est le fils borné d'un sénateur ; sa brutalité est plus aisément reconnue que son intelligence ; il est le cancre de son école.
- Mucius est le fils du tribun Domitius. C'est un jeune homme très intelligent, le meilleur de son école, qui fait la fierté de Xanthos. Il fait régner le calme et la discipline dans sa classe (il a été élu moniteur de la classe). Il n'hésite pas à se mettre à la recherche de la vérité lorsque Rufus est arrêté.
- Antoine est celui qui invente plein de choses ; il a beaucoup d'imagination et est très bavard ; Antoine a aussi une excellente mémoire mais il ne s'en sert pas toujours au bon moment.
- Publius est l'avocat du groupe ; il lance toujours des objections aux idées des autres, notamment à celles d'Antoine, avec qui il se dispute sans arrêt.
- Jules, fils d'un juge réputé ; il n'est pas très génereux et sert de trésorier à la bande.
- Flavien est le peureux et la plume du groupe ; il fait tout pour ne pas être mêlé aux problèmes mais il est un très bon écrivain.
- Rufus, fils du général Prætonius. Il est accusé d'avoir profané le temple puis condamné.
- Xanthos, surnommé Xantippe à cause de son caractère acariâtre rappelant l'épouse de Socrate, est le maître d'école. Il est grec comme la plupart des précepteurs et se montre souvent très sévère avec ses élèves. Il est aussi le fondateur de la fameuse école Xanthos, qui porte son nom.
- Lukos est le mystérieux astrologue qui loge en face de l'école. Mais nul ne l'a jamais vu sortir de son domaine, et certains pensent qu'il est cul-de-jatte. Les hauts dirigeants viennent souvent le consulter de nuit. C'est pour cela qu'il effraie les écoliers.
- Tellus est, en tant qu'ex-consul, une personnalité très importante de la politique romaine. De ce fait, il est riche et influent. Il est petit, chauve et il a une cicatrice sur la tête.
- Vinicius, le père de Caïus, est un riche sénateur ; il est indigné par l'inscription sur le temple et met tout en œuvre pour punir Rufus.
- Scribonus est un expert en calligraphie ; il certifie que l'écriture de la personne ayant profané le temple et celle de Rufus sont identiques.
- Mégabatès est le rédacteur qui a reçu les informations relatives à la profanation du temple, or elles ont été envoyées par Tellus.
- Claudia est la sœur cadette de Caïus.

## Usage éducatif
Le roman est parfois étudié en France en classes de sixième et cinquième.
Il est également recommandé aux États-Unis pour enseigner aux enfants la vie dans la Rome antique.

## Inspiration historique
La note historique en fin de livre précise que la phrase « Caius asinus est » a réellement été retrouvée sous forme de graffiti dans les ruines de Pompéi. En réalité, il s'agit d'une invention romanesque qui n'a jamais été confirmée.

## Suites
Henry Winterfeld a donné deux suites à ce roman :
- en 1969 : Caïus et le Gladiateur (Caius geht ein Licht auf) ;
- en 1976 : Caius in der Klemme (inédit en France). A signaler cependant qu'une traduction bénévole a été réalisée en 2023 sous le titre "Caïus en Péril". Voir le site : https://www.ideal-biblio.fr